# Hammatofera
Hammatofera is een geslacht van rechtvleugeligen uit de familie sabelsprinkhanen (Tettigoniidae). De wetenschappelijke naam van dit geslacht is voor het eerst geldig gepubliceerd in 1878 door Brunner von Wattenwyl.

## Soorten
Het geslacht Hammatofera omvat de volgende soorten:
- Hammatofera brasiliensis Piza, 1980
- Hammatofera nodicornis Burmeister, 1838